# مصطفی احمدیه
مصطفی احمدیه (زاده ۱۳۳۰ - تهران) سیاست‌مدار، نماینده سابق دورهٔ پنجم مجلس شورای اسلامی در حوزه انتخابیه شهرستان کرج بود.